# 阳光 (品牌)

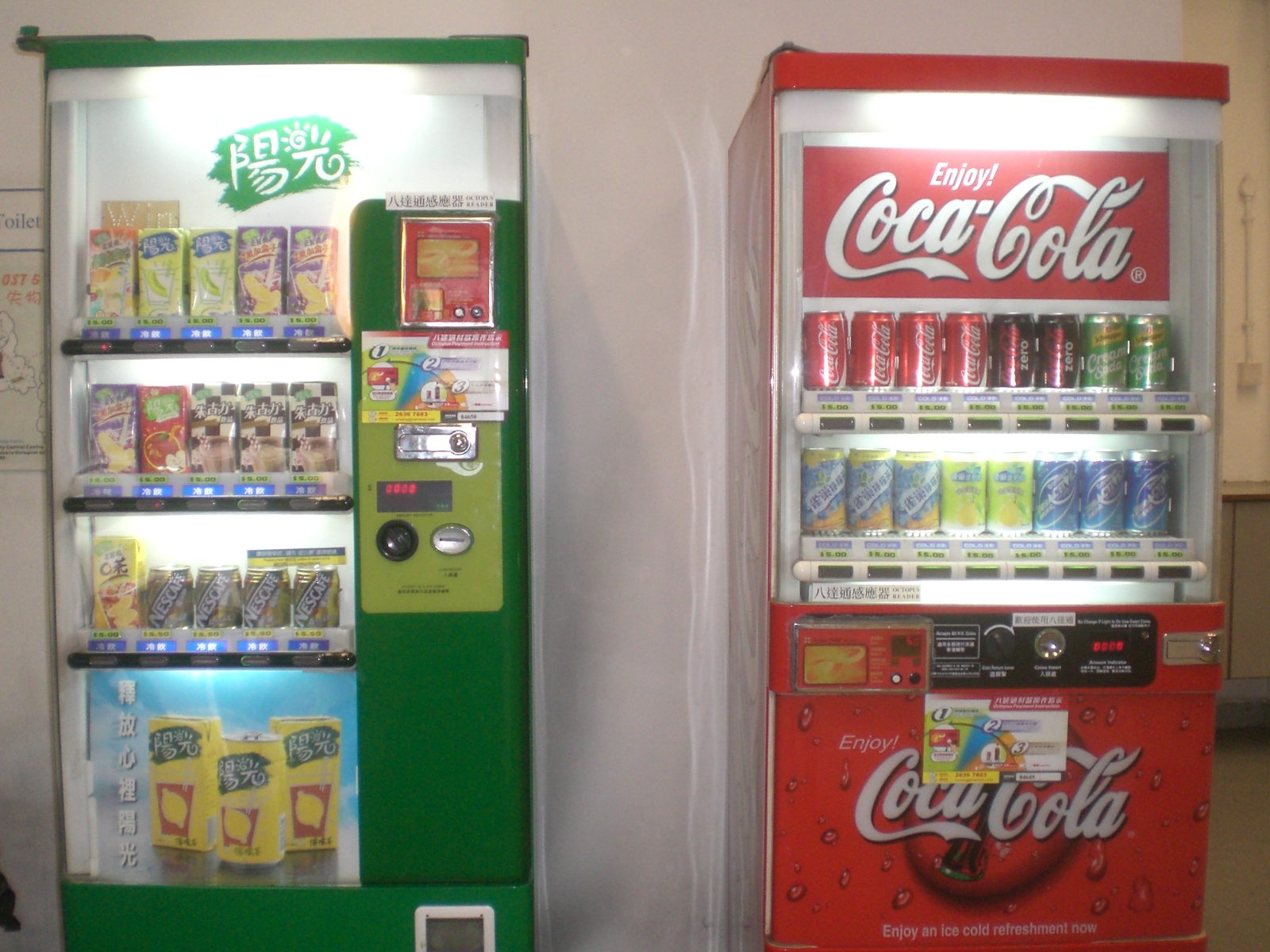
左边是阳光纸盒饮料的自动贩卖机

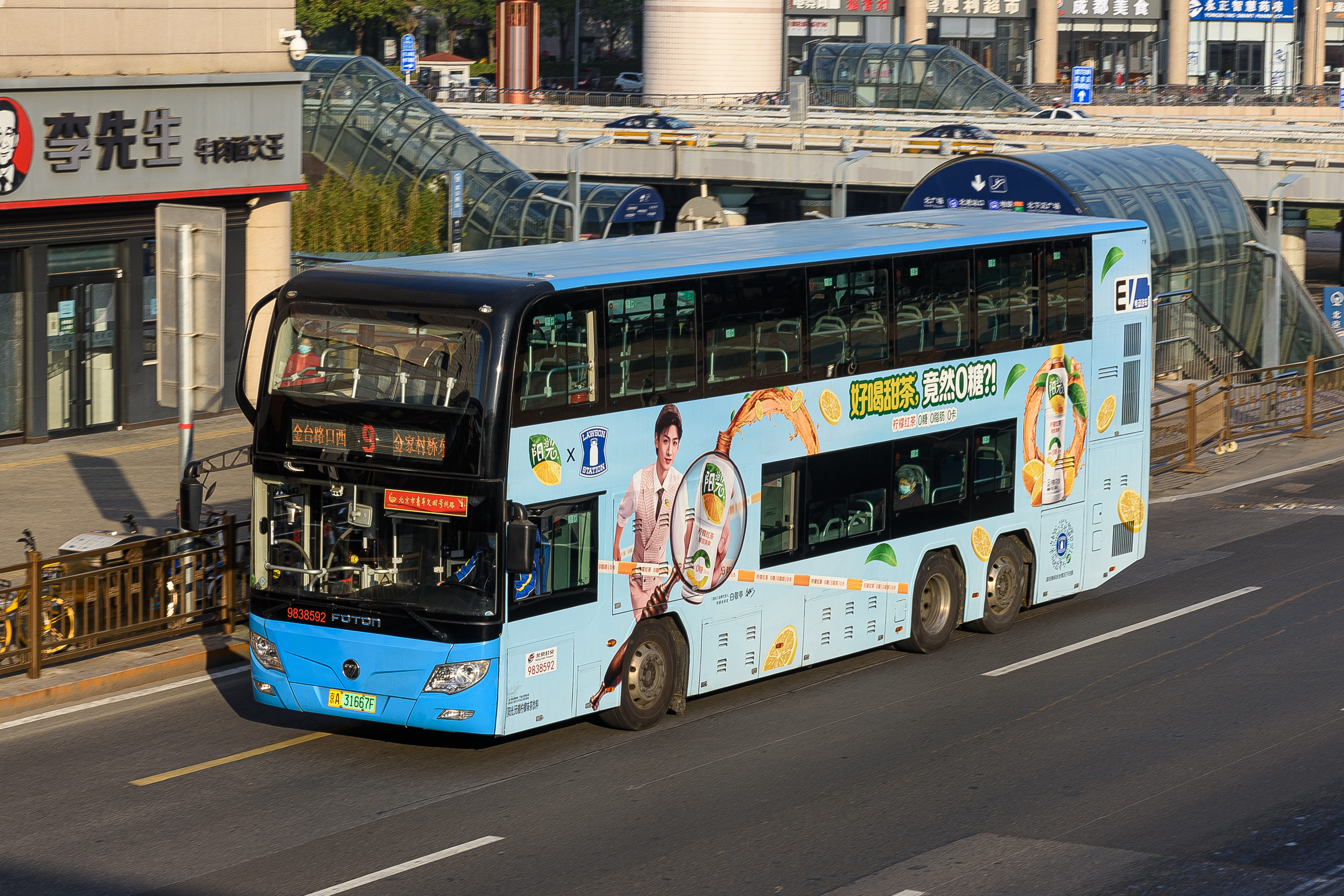
阳光柠檬茶在北京公交投放的车身广告，由白敬亭代言

阳光（英語：Yeung Gwong）是香港的一个饮料品牌，属可口可乐公司。在1984年开始出纸盒饮料，包括柠檬茶、豆奶和果汁等，曾经是香港两大纸盒饮料品牌之一（主要竞争对手是维他）。从2010年代开始，可口可乐公司在香港主推另一个国际牌子飞想，阳光相对比较少做广告宣传。

## 概况
阳光曾经在1980到1990年代的香港大打广告，1986年推出時广告口号是“边度都有阳光”（哪里都有阳光），当中最经典的广告是1987年的阳光柠檬茶电视广告，由郑伊健担当广告主角，广告歌《如果...阳光》由卢昭明主唱（曾经传是杨楚营主唱，另外2010年由冯曦妤翻唱）。另外曾经演出过阳光电视广告的演员还包括梁艺龄（1986年）、樊亦敏（1989年）、谭凯欣（1991年）、何嘉莉（1996年）、方力申（1997年）、张柏芝和黄宗泽（1998年）、何思谚（2010年）、李拾壹同陈蕾（2017年）、Dear Jane和苏皓儿（2018年）等等。
阳光在推出初期是将类似实物的素描图印在包装盒表面，而且有几条横线作为背景，1990年代初期改版，但是除了在盒子背景的横线改斜线之外就没什么太大分别。在1997年推出的包装设计就与以往两个版本完全不同，代表饮品味道的水果和品牌字体都改成卡通化。2017年3月，阳光推出1980年代的复刻版包装，原定在7月改回1997年的版本，不过最后阳光已经将这个临时设计常规化。1980年代的包装上有一面写英文，现在的复刻版两面都是中文。